# Костище
Кости́ще — термин, использующийся в российской археологии для обозначения археологического памятника, культурный слой которого изобилует находками костей.
В узком смысле означает распространенные в Верхнем и Среднем Прикамье (современный Пермский край) памятники, основной частью культурного слоя которых являются большие скопления пережжённых и сырых костей, содержащиеся в слое пепла. В больших количествах в костищах находят вотивные предметы: фигурки людей и животных, наконечники стрел, монеты, миниатюрные глиняные сосуды. Встречаются орудия труда, посуда, украшения и другие вещи. Обычно интерпретируются как жертвенные места местного финно-угорского населения и датируются периодом с 1-го тысячелетия до н. э. по конец 1-го тысячелетия н. э. Первые такие костища находят на городищах ананьинской культуры. Поздние костища были вынесены из городищ в рощи. Известнейший памятник этого типа — Гляденовское костище (IV век до н. э. — конец 1-го тысячелетия н. э., основная масса находок II век до н. э. — III век н. э.) на реке Нижняя Мулянка близ бывшей деревни Гляденово под Пермью. По этому костищу получила название гляденовская культура.
В широком смысле термин «костище» может применяется по отношению к любому археологическому памятнику с большим количеством костей в культурном слое. Широко известно позднепалеолитическое костище при Амвросиевской стоянке (около города Амвросиевка Донецкой области).
Как особый тип археологического памятника «костище» было выделено А. Е. Теплоуховым в публикации 1880 года.